# Eräjärvi
Eräjärvi est une ancienne municipalité du Pirkanmaa en Finlande,.

## Histoire
En 1973, Eräjärvi devient un quartier de Orivesi. 
Au 1er janvier 1972, la superficie de Suoniemi était de 105,7 km2.
Et au 31 décembre 1972 elle comptait 1 404 habitants.
Avant 1973, les municipalités voisines d'Eräjärvi étaient Orivesi, Kuhmalahti, Längelmäki et Sahalahti.